# Bruce J. Malina
Bruce J. Malina (* 9. Oktober 1933 in Brooklyn; † 17. August 2017 in Omaha) war ein US-amerikanischer römisch-katholischer Theologe und Neutestamentler.

## Leben
Als ältestes von neun Kindern der Eheleute Joseph und Mary Malina besuchte Bruce John Malina eine polnisch-katholische Elementarschule (Our Lady of Consolation) in Brooklyn und danach die franziskanische Internatsschule St. Bonaventure in Sturtevant, Wisconsin.
Malina trat 1953 dem Franziskanerorden bei, dem er bis 1969 angehörte. Sein Theologiestudium in West Chicago (Christ the King School of Theology), Rom (Antonianum und Päpstliches Bibelinstitut) und Jerusalem (Studium Biblicum Franciscanum) schloss er 1967 mit einer Doktorarbeit im Fach Neues Testament ab. Sein erster Lehrauftrag führte ihn 1960 bis 1963 und 1967 bis 1969 auf die Philippinen, endete aber nach insgesamt fünf Jahren, da Malinas Zugang zum Neuen Testament das Missfallen des örtlichen Kardinals erregte. In anderer Hinsicht war der Aufenthalt auf den Philippinen für Malina sehr prägend: er studierte neben seiner Lehrtätigkeit Anthropologie und Linguistik und arbeitete bei der Feldforschung mit zwei franziskanischen Anthropologen zusammen, Neal Kaminski und Julian Arent.
Malina erhielt 1969 einen Lehrauftrag der Universität Creighton, Omaha, und war dort bis zu seiner Emeritierung 48 Jahre hindurch Professor für Neues Testament und Frühes Christentum. In Creighton entwickelte er eine Distanz zum Leben als Franziskaner und Priester und heiratete 1972 Diane Jacobs Malina. Das Paar adoptierte zwei palästinensische Jugendliche aus Beirut.
Politisch positionierte sich Malina eindeutig pro-palästinensisch. Ihm wurde in seinen späteren Jahren vorgeworfen, dass er unabhängig vom aktuellen politischen Konflikt irrationale und antisemitische Äußerungen über Juden und Israelis mache, die gelegentlich auch in seine wissenschaftlichen Arbeiten eingestreut seien.

## Lehre
Malinas Bedeutung für die Bibelwissenschaft liegt darin, dass er Kategorien aus der Kulturanthropologie auf biblische Texte anwandte. Im deutschsprachigen Raum wurden Malinas Anregungen vor allem von der sozialgeschichtlichen Bibelexegese (Wolfgang Stegemann) aufgegriffen; Stegemann verfasste auch das Vorwort zur deutschen Ausgabe von Malinas The New Testament World. 
Bruce J. Malina gehörte zu den Gründungsmitgliedern der Context Group; die Festschrift für Malina wurde 2001 von Exegeten verfasst, die sich sämtlich dieser Gruppe zurechnen.

## Werke
- The Palestinian Manna Tradition: The Manna Tradition in the Palestinian Targums and Its Relationship to the New Testament Writings. (Arbeiten zur Geschichte des späteren Judentums und des Urchristentums, 7) Leiden: E. J. Brill, 1968
- The New Testament World. Insights from Cultural Anthropology, Atlanta 1981
- Christian Origins and Cultural Anthropology: Practical Models for Biblical Interpretation, Atlanta 1986
- The Social World of Jesus and the Gospels, Routledge, New York 1996
- (gemeinsam mit Richard L. Rohrbaugh) Social Science Commentary on the Synoptic Gospels, 2. Aufl. Minneapolis 2003
- Die Welt des Neuen Testaments: kulturanthropologische Einsichten, Kohlhammer 1993
- Die Offenbarung des Johannes: Sternvisionen und Himmelsreisen, Kohlhammer 2002